# ماغدا فرانك
ماغدا فرانك فيشر (20 تموز 1914 - 23 حزيران 2010)، نحّاتة مجرية (هنغارية)-أرجنتينية.

## حياتها
ولدت ماغدا فرانك في كلوج نابوكا، ترانسيلفانيا
والتي كانت تابعة للمجر في ذلك الوقت، لكن تمّ دمجها مع رومانيا عام 1918. بسبب الاضطهاد النازي، غادرت المجر لتستقر في سويسرا. بعد سنوات، انتقلت إلى باريس للدراسة في أكاديمية جوليان. عام 1950، وصلت إلى بوينس آيرس في الأرجنتين لزيارة شقيقها، الوحيد من أفراد أسرتها على قيد الحياة. في الأرجنتين، عُيّنت أستاذاً في معرض بوينس آيرس للفنون البصرية، وعرضت أعمالها في غاليري بيزارو.
شاركت في جائزة بالانزا بوينس آيريس. وحازت جائزة بينيتو كينكويلا مارتن في متحف إدواردو سيفوري، وتم تكريمها من مجلس الشيوخ الأرجنتيني. الآن، أعمالها جزء من مجموعات المتحف الوطني للفن المعاصر في باريس، والمتحف الوطني للفنون الجميلة في باريس أيضاً، والمتحف الوطني للفنون الجميلة في بوينس أيرس. استقرت ماغدا في الأرجنتين مرة أخرى عام 1995 وبنت متحفاً حمل اسمها في سافيدرا. توفيت في بوينس آيرس عام 2010..